# 竹内正人 (映像学者)
竹内 正人（たけうち まさと、1953年 - ）は、日本の映像学者、教育者、作家、神戸芸術工科大学芸術工学部非常勤講師。

## 経歴
新潟県十日町市出身。日本大学藝術学部映画学科卒業後、東映東京撮影所（助監督)、有限会社映広音響(映画編集者)を経て日本工学院専門学校の教員となる。2013年に退任するまで、放送、音響、映像、環境・産業デザイン、演劇、マルチメディア、アニメーション他、多くの学科で教えた。担当科目も演出論、文芸、映像技術、数学、情報処理、電子工学と多岐にわたっている。
在職中より、プロットライター、テクニカルライターとして活動。小説や脚本十数作品が文学賞の候補になり、そのうち5本が受賞した。
2002年日本大学大学院総合社会情報研究科修了。
2003年より2018年まで立教大学文学部兼任講師。2013年より2019年まで湘南工科大学工学部非常勤講師。2019年より神戸芸術工科大学芸術工学部非常勤講師。

## 著書
- 詩集『春と秋には誰もいません』(細川一弘との共著)、1982年。
- 詩集『冬のかたち』御幸印刷電算写植システム開発部、1989年。
- ズバリ合格！第一種情報処理試験問題集‘92(監修)、ナツメ社、1991年。ISBN 4816313257
- ズバリ合格！第一種情報処理試験問題集‘93(監修)、ナツメ社、1992年。ISBN 4816314601
- 「映画の視点を演出する」『メディア・リテラシー』芸術メディア研究会編、静岡学術出版〈新メディア新書〉、2009年。ISBN 4903859185
- 竹内正人「並置される表象」、『クロストーク 2号』芸術メディア研究会編、タイケン株式会社、2011年。ISSN 1884-0043

## 受賞歴
- 1995年 - 『やまくじら』第9回新潟日報文学賞[3]
- 2000年 - 『ロードスター』第34回北日本文学賞宮本輝選奨[4]
- 2010年 - 『真夜中の潜水艇』第20回ゆきのまち幻想文学賞入賞[5]
- 2017年 - 『映写機』第27回ゆきのまち幻想文学賞準長編賞[6]
- 2019年 - 『KANIKAMA』第6回日経「星新一賞」優秀賞受賞[8]

その他、第13回堺自由都市文学賞(2001年)や第33回新日本文学賞(2003年)
などの最終候補となっている。